# HTC Touch Pro
HTC Touch Pro — коммуникатор фирмы HTC под управлением Windows Mobile 6.1. Является аналогом коммуникатора HTC Touch Diamond, в отличие от которого имеет выдвижную 5-рядную QWERTY-клавиатуру, оснащён большим объёмом памяти: 288 Мб ОЗУ и 512 Мб ПЗУ, а также позволяет использовать карты памяти microSD. Ещё одним нововведением является видеовыход, впервые появившийся в компактных коммуникаторах компании.
Модификации:
- Кодовое имя HTC Raphael, модельный индекс T727X — процессор: Qualcomm MSM7201A 528 МГц, оперативная память: 288 МБ, вес: 165 гр.
- Кодовое имя HTC Herman, модельный индекс T727X — процессор Qualcomm MSM7200A или MSM7501A 528 МГц, оперативная память: 192 или 288 МБ, вес: 150 гр.